# Montgomery megye (Illinois)
Montgomery megye az Amerikai Egyesült Államokban, azon belül Illinois államban található. Megyeszékhelye Hillsboro, legnagyobb városa Litchfield. Lakosainak száma 28 288 fő (2020. április 1.). Montgomery megye Sangamon, Bond, Christian, Shelby, Fayette, Madison és Macoupin megyékkel határos.

## Népesség
A megye népességének változása:
| Lakosok száma | 30 096 | 29 826 | 29 688 | 29 654 | 28 898 | 28 288 |
|               | 2010   | 2011   | 2012   | 2013   | 2015   | 2020   |